# Eliot Matazo
Pour les articles homonymes, voir Matazo.
Eliot Matazo, né le 15 février 2002 à Woluwe-Saint-Lambert (Bruxelles) en Belgique, est un footballeur belge qui joue au poste de milieu de terrain à Hull City.

## Biographie

### En club

#### AS Monaco (2020-2025)
Eliot Matazo débute en professionnel avec l'AS Monaco le 27 septembre 2020, lors d'un match de Ligue 1 contre le RC Strasbourg. Le 23 décembre 2020, il écope d'un carton rouge direct pour sa première titularisaton après 35 minutes de jeu contre l'AS Saint-Étienne pour une faute sur Denis Bouanga. Pour le compte de la 31e journée de Ligue 1, contre le FC Metz, il adresse une passe décisive pour Kevin Volland après avoir éliminé trois joueurs, participant ainsi à la victoire 4-0 des Rouge et Blanc,. Le 9 mai 2021, pour le compte de la 36e journée de Ligue 1, il inscrit son premier but en Ligue 1 lors d'une victoire 1-0 à l'extérieur contre Reims sur une passe décisive entre les jambes du capitaine rémois, faite par son capitaine Wissam Ben Yedder.
Lors de la saison 2022-2023, il joue par intermittences, cela étant dû aux performances régulièrement probantes du duo Youssouf Fofana-Mohamed Camara. À la mi-saison, il a joué neuf matches avec les Rouge et Blanc. Cependant, il tire son épingle du jeu lors de ses entrées en jeu comme sur le terrain du Bayer Leverkusen pour le compte des 16èmes de finale aller de Ligue Europa. Lors de la 24e journée de Ligue 1, il est titulaire sur le terrain du Stade brestois. Le 16 avril 2023, il inscrit un but sur corner sur le terrain du FC Nantes.
La saison 2023-2024 le fait une nouvelle fois débuter avec un statut de remplaçant. Cependant, il arrive à tirer son épingle du jeu en rentrant lors de la première journée sur le terrain de Clermont en offrant une passe décisive pour le quatrième but monégasque pour le premier but en Ligue 1 de Maghnes Akliouche.

#### Hull City (depuis 2025)
Lors du mercato hivernal 2024-2025, après sept années passées sur le Rocher, Eliot Matazo quitte l'AS Monaco pour s'engager avec Hull City, qui évolue en Championship, où il a signe un contrat jusqu'en 2028. Son transfert à peine officialisé, il dispute déjà ses première minutes avec ses nouvelles couleur et, entrant au jeu à la 55e minute, il participe à la victoire des Tigers face à Sheffield United (victoire, 0-3). Il marque son premier but pour Hull City une semaine plus tard, ouvrant la marque face à Stoke City après six minutes de jeu, ce qui n'empêche pas son équipe de s'incliner au terme des 90 minutes (défaite, 1-2).

## Statistiques

### En club
| Saison                | Club                    | Championnat           | Championnat | Championnat | Championnat | Coupe(s) nationale(s) | Coupe(s) nationale(s) | Coupe(s) nationale(s) | Supercoupe | Supercoupe | Supercoupe | Compétition(s) continentale(s) | Compétition(s) continentale(s) | Compétition(s) continentale(s) | Compétition(s) continentale(s) | Autres compétitions | Autres compétitions | Autres compétitions | Autres compétitions | Total | Total | Total |
| Saison                | Club                    | Division              | M.          | B.          | P.d.        | M.                    | B.                    | P.d.                  | M.         | B.         | P.d.       | Comp.                          | M.                             | B.                             | P.d.                           | Comp.               | M.                  | B.                  | P.d.                | M.    | B.    | P.d.  |
| 2020-2021             | AS Monaco               | Ligue 1               | 10          | 1           | 1           | 4                     | 0                     | 0                     | -          | -          | -          | -                              | -                              | -                              | -                              | -                   | -                   | -                   | -                   | 14    | 1     | 1     |
| 2021-2022             | AS Monaco               | Ligue 1               | 18          | 0           | 0           | 4                     | 0                     | 1                     | -          | -          | -          | C1+C3                          | 1+5                            | 0+0                            | 0+0                            | -                   | -                   | -                   | -                   | 28    | 0     | 1     |
| 2022-2023             | AS Monaco               | Ligue 1               | 23          | 1           | 0           | 1                     | 0                     | 0                     | -          | -          | -          | C1+C3                          | 2+3                            | 0+0                            | 0+0                            | -                   | -                   | -                   | -                   | 29    | 1     | 0     |
| 2023-2024             | AS Monaco               | Ligue 1               | 6           | 0           | 1           | -                     | -                     | -                     | -          | -          | -          | -                              | -                              | -                              | -                              | -                   | -                   | -                   | -                   | 6     | 0     | 1     |
| 2024-2025             | AS Monaco               | Ligue 1               | 3           | 0           | 0           | 1                     | 0                     | 0                     | 0          | 0          | 0          | C1                             | 3                              | 0                              | 0                              | -                   | -                   | -                   | -                   | 7     | 0     | 0     |
| Sous-total            | Sous-total              | Sous-total            | 60          | 2           | 2           | 10                    | 0                     | 1                     | 0          | 0          | 0          | -                              | 14                             | 0                              | 0                              | -                   | -                   | -                   | -                   | 84    | 2     | 3     |
| 2023-2024             | Royal Antwerp FC (prêt) | Division 1A           | 4           | 0           | 0           | 2                     | 0                     | 0                     | -          | -          | -          | -                              | -                              | -                              | -                              | PO1                 | 6                   | 1                   | 0                   | 12    | 1     | 0     |
| 2024-2025             | Hull City               | Championship          | 6           | 1           | 0           | -                     | -                     | -                     | -          | -          | -          | -                              | -                              | -                              | -                              | -                   | -                   | -                   | -                   | 6     | 1     | 0     |
| Total sur la carrière | Total sur la carrière   | Total sur la carrière | 70          | 3           | 2           | 12                    | 0                     | 1                     | 0          | 0          | 0          | -                              | 14                             | 0                              | 0                              | -                   | 6                   | 1                   | 0                   | 102   | 4     | 3     |

## Palmarès

### En club
|  |  | AS Monaco - Coupe de France - Finaliste : 2021 - Trophée des champions : - Finaliste : 2024 |  | Royal Antwerp FC - Coupe de Belgique : - Finaliste : 2024 |

## Vie privée
Les deux parents d'Eliot Matazo sont d'origines congolaises.